# گمینا سوشنو
گمینا سوشنو (به لهستانی:  Gmina Sośno) یک گمینا در لهستان است که در شهرستان شمپولنو واقع شده‌است. گمینا سوشنو ۱۶۲٫۷۶ کیلومتر مربع مساحت و ۵٬۰۹۵ نفر جمعیت دارد.